# Josypiwka (rejon chmielnicki, obwód winnicki)
Josypiwka (ukr. Йосипівка, hist. pol. Józefówka) – wieś na Ukrainie, w obwodzie winnickim, w rejonie chmielnickim, w hromadzie Samhorodok. W 2001 liczyła 1119 mieszkańców, spośród których 1105 wskazało jako ojczysty język ukraiński, a 14 rosyjski.